# Calprotectina
La calprotectina es una proteína de 36 kDa que se encuentra en el interior de ciertas células del organismo humano, sobre todo en algunos tipos de glóbulos blancos o leucocitos, principalmente en neutrófilos y monocitos. Mediante estudios de laboratorio es posible determinar la cantidad de calprotectina existente en sangre o en heces. El nivel de calprotectina en heces puede estar elevado en determinadas enfermedades que provocan inflamación del intestino, como la colitis ulcerosa y la enfermedad de Crohn. Por dicho motivo, en medicina se utiliza la determinación de esta sustancia en heces como un parámetro para detectar la existencia de inflamación en el intestino.

## Utilidad de la determinación de calprotectina en heces
La calprotectina es resistente a la degradación bacteriana y permanece estable en heces hasta una semana a temperatura ambiente. Su determinación es útil para discernir qué pacientes con dolor abdominal u otros síntomas pueden beneficiarse de estudios más agresivos como la colonoscopia. Al tratarse de un marcador inespecífico, la elevación del nivel de calprotectina en heces no es diagnóstica de ningún proceso. Puede estar elevada en ciertas enfermedades, tales como la enfermedad inflamatoria intestinal (la colitis ulcerosa y la enfermedad de Crohn), la enfermedad celíaca activa (no reconocida ni tratada), la fibrosis quística intestinal, la enterocolitis necrosante y el cáncer de colon.
En la enfermedad celíaca sin tratamiento, los niveles de calprotectina fecal se correlacionan con el grado de la lesión intestinal, es decir, pueden estar elevados cuando hay atrofia de las vellosidades intestinales (la minoría de los casos) y ser bajos o nulos cuando las lesiones intestinales consisten en inflamación moderada o leve, que son los hallazgos más frecuentes en las biopsias duodenales, especialmente a partir de los dos años de edad.
En ocasiones, cuando los laboratorios utilizan valores de referencia demasiado bajos, se pueden producir falsos positivos. Asimismo, la toma de medicamentos antiinflamatorios no esteroideos, aspirina incluida, aumenta los niveles de calprotectina fecal, posiblemente debido a que puede producir inflamación intestinal.